# Одноробівська Перша сільська рада
Одноро́бівська Пе́рша сільська́ ра́да — адміністративно-територіальна одиниця та орган місцевого самоврядування в Золочівському районі Харківської області. Адміністративний центр — селище Одноробівка.

## Загальні відомості
- Одноробівська Перша сільська рада утворена в 1924 році.
- Територія ради: 38,3 км²
- Населення ради: 1 354 особи (станом на 2001 рік)

## Історія
Басівська сільська Рада утворена в 1924 році, перейменована в Одноробівську Першу — в 1970 році.

## Населені пункти
Сільській раді підпорядковані населені пункти:
- с-ще Одноробівка
- с. Басове
- с. Івашки
- с-ще Перовське

## Склад ради
Рада складається з 16 депутатів та голови.
- Голова ради: Кузьменко Наталія Іванівна
- Секретар ради: Піддубна Світлана Миколаївна

### Керівний склад попередніх скликань
| Прізвище, ім'я, по батькові | Основні відомості                                                 | Дата обрання | Дата звільнення |
| --------------------------- | ----------------------------------------------------------------- | ------------ | --------------- |
| Пащенко Олена Миколаївна    | Сільський голова, 1971 року народження                            | 26.03.2006   | 31.10.2010      |
| Золотарьов Олег Дмитрович   | Сільський голова, 1953 року народження, освіта вища               | 31.10.2010   | 18.04.2014      |
| Кузьменко Наталія Іванівна  | Сільський голова, 1982 року народження, освіта вища, позапартійна | 26.10.2014   |                 |

Примітка: таблиця складена за даними сайту Верховної Ради України

### Депутати
За результатами місцевих виборів 2010 року депутатами ради стали:

#### За суб'єктами висування
| Суб'єкт висування                                       | Кількість обраних депутатів | %    |
| ------------------------------------------------------- | --------------------------- | ---- |
| Партія регіонів                                         | 9                           | 56,3 |
| Самовисування                                           | 4                           | 25   |
| Політична партія Всеукраїнське об'єднання «Батьківщина» | 3                           | 18,8 |

#### За округами
| № округу                                                | Прізвище, ім'я, по батькові          | Дата визнання обраним | Освіта  | Партійна приналежність                        | Відомості про обраного депутата                                           |
| ------------------------------------------------------- | ------------------------------------ | --------------------- | ------- | --------------------------------------------- | ------------------------------------------------------------------------- |
| Партія регіонів                                         |                                      |                       |         |                                               |                                                                           |
| 4                                                       | Оберемок Сергій Миколайович          | 05.11.2010            | вища    | член Партії регіонів                          | приватний підприємець                                                     |
| 6                                                       | Турченюк Любов Юріївна               | 05.11.2010            | середня | член Партії регіонів                          | домогосподарка                                                            |
| 7                                                       | Бабенко Віктор Якович                | 05.11.2010            | вища    | член Партії регіонів                          | Івашківська загальноосвітня школа, вчитель                                |
| 8                                                       | Солдатенко Віра Петрівна             | 05.11.2010            | середня | член Партії регіонів                          | Одноробівська І сільська рада, спеціаліст II категорії                    |
| 9                                                       | Попова Людмила Вікторівна            | 05.11.2010            | вища    | член Партії регіонів                          | Івашківська загальноосвітня школа, директор                               |
| 10                                                      | Попов Олександр Олексійович          | 05.11.2010            | вища    | член Партії регіонів                          | ДП Івашківський спиртзавод, т.в.о.директора                               |
| 11                                                      | Пономаренко Ганна Федорівна          | 05.11.2010            | середня | член Партії регіонів                          | Золочівський територіальний центр, соціальний працівник                   |
| 12                                                      | Піддубний Андрій Миколайович         | 05.11.2010            | середня | член Партії регіонів                          | ТОВ "ОА"Комплексна охорона", старший групи швидкого реагування            |
| 13                                                      | Піддубна Світлана Миколаївна         | 05.11.2010            | середня | член Партії регіонів                          | Одноробівська І сільська рада, секретар                                   |
| Політична партія Всеукраїнське об'єднання «Батьківщина» |                                      |                       |         |                                               |                                                                           |
| 2                                                       | Говор Тамара Олексіївна              | 05.11.2010            | середня | член Всеукраїнського об'єднання «Батьківщина» | ПП Шевченко Н. І., продавець                                              |
| 5                                                       | Ярова Валентина Володимирівна        | 05.11.2010            | середня | член Всеукраїнського об'єднання «Батьківщина» | пенсіонер                                                                 |
| 15                                                      | Волошина Наталія Володимирівна       | 05.11.2010            | середня | член Всеукраїнського об'єднання «Батьківщина» | Відділ культури та туризму, завідувачка Басівського бібліотечного філіалу |
| Самовисування                                           |                                      |                       |         |                                               |                                                                           |
| 1                                                       | Скрипка Людмила Андріївна            | 05.11.2010            | вища    | позапартійна                                  | ДП Івашківський спиртзавод, інспектор з кадрів                            |
| 3                                                       | Оберемок Світлана Миколаївна         | 05.11.2010            | вища    | позапартійна                                  | приватний підприємець                                                     |
| 14                                                      | Краснокутський Володимир Миколайович | 05.11.2010            | вища    | позапартійний                                 | ХНАДУ, заступник завідувача кафедри будівельно-дорожних машин ХНАДУ       |
| 16                                                      | Гур'єв Віктор Андрійович             | 05.11.2010            | вища    | позапартійний                                 | ФГ «Гур'єва Віктора Андрійовича», голова ФГ «Гур'єва Віктора Андрійовича» |